# Claudia Steinitz
Claudia Steinitz (geboren 1961 in Berlin) ist eine deutsche literarische Übersetzerin.

## Leben
Claudia Steinitz studierte an der Humboldt-Universität Berlin Französisch und Italienisch. Von 1983 bis 1986 erhielt sie ein Forschungsstudium zur italienischen Gegenwartsliteratur am Lehrstuhl für italienische Literatur der Humboldt-Universität, von 1986 bis 1989 war sie Mitarbeiterin für Länderbeziehungen. Sie übersetzte anfänglich auch Filmdrehbücher und Kinderliteratur aus dem Französischen, sowie auch Bücher aus dem Italienischen, später aber vor allem französischsprachige Belletristik. So ist sie die deutsche Übersetzerin der Bücher von Véronique Olmi. Werke von Véronique Bizot übersetzte sie in Zusammenarbeit mit Tobias Scheffel. Sie arbeitete auch für die Zeitung Le Monde Diplomatique. Steinitz wurde ausgezeichnet 2014 und 2019 mit dem Hamburger Förderpreis für Literatur und literarische Übersetzungen, 2020 mit dem Johann-Friedrich-von-Cotta-Literatur- und Übersetzerpreis der Landeshauptstadt Stuttgart und 2020 mit dem Jane Scatcherd-Preis. Sie ist Gründungs- und Vorstandsmitglied der Übersetzervereinigung Weltlesebühne.

## Übersetzte Autoren (Auswahl)
Steinitz übersetzte mehr als einhundert Romane und Sachbücher, unter anderem von
- Chantal Akerman
- François-Marie Banier
- Emma Becker
- Véronique Bizot
- Anne Cuneo
- Tippi Degré
- Grégoire Delacourt
- Chloé Delaume
- Fanny Desarzens
- Virginie Despentes
- Patrice Gueniffey
- Yannick Haenel
- Nancy Huston
- Yasmina Khadra
- Claude Lanzmann
- Justine Lévy
- Véronique Olmi
- Diana Widmaier Picasso
- Gilles Rozier
- Jean-Christophe Rufin
- Catherine Safonoff
- Constance zu Salm-Reifferscheidt-Dyck
- Albertine Sarrazin
- Olivier Sillig
- Lyonel Trouillot
- Marie-Jeanne Urech
- Antonin Varenne.